# Таловский сельсовет (Курганская область)
Та́ловский сельсовет — упразднённые административно-территориальная единица и муниципальное образование со статусом сельского поселения в составе Юргамышского района Курганской области.
Административный центр — село Таловка.

## История
В соответствии с Законом Курганской области от 6 июля 2004 года № 419 сельсовет наделён статусом сельского поселения.
Законом Курганской области от 20 сентября 2018 года N 89, в состав Скоблинского сельсовета были включены все три населённых пункта упразднённого Таловского сельсовета.

## Население
| 1989 | 2002 | 2004 | 2010 | 2012 | 2013 | 2014 |
| ---- | ---- | ---- | ---- | ---- | ---- | ---- |
| 503  | ↘493 | ↗522 | ↘376 | ↘343 | ↘325 | ↘314 |
| 2015 | 2016 | 2017 | 2018 | 2019 |      |      |
| ↘301 | ↘285 | ↘263 | ↘259 | ↘242 |      |      |

## Состав сельского поселения
| № | Населённый пункт | Тип населённого пункта       | Население |
| - | ---------------- | ---------------------------- | --------- |
| 1 | Глубокая         | деревня                      | ↘42       |
| 2 | Долгая           | деревня                      | ↘13       |
| 3 | Таловка          | село, административный центр | ↘321      |